# Distretto di Darayim

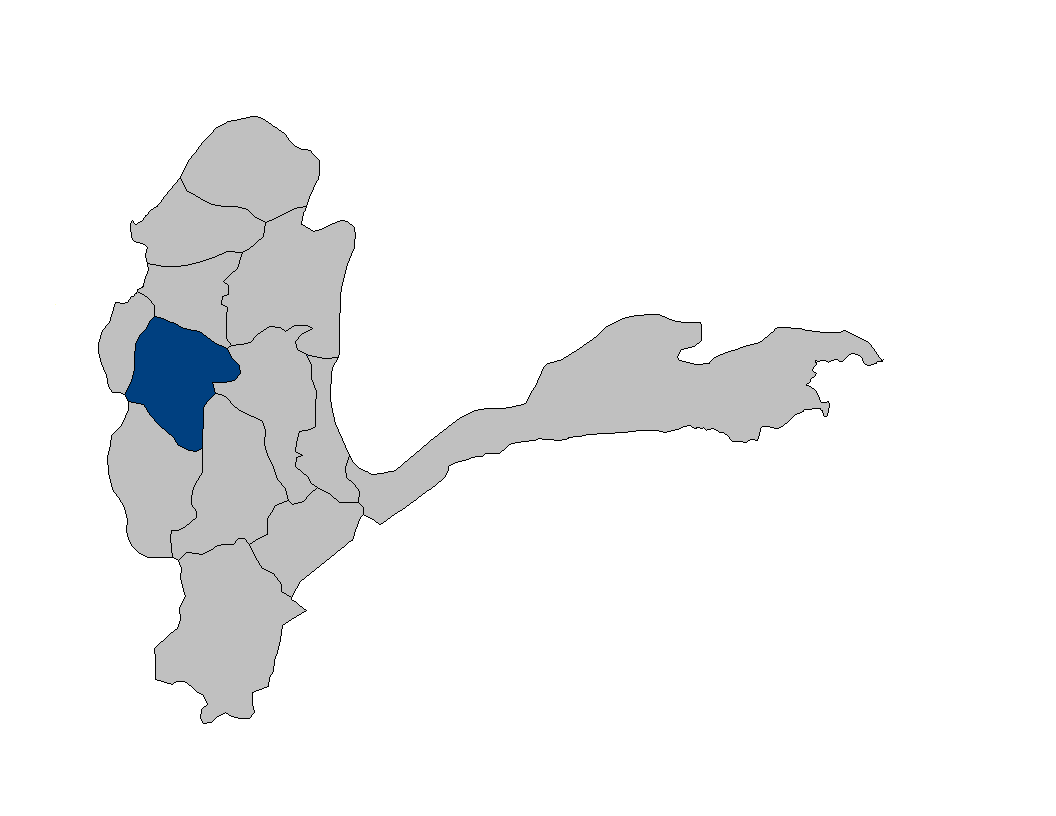
Il distretto di Fayzabad, dal cui territorio è stato scorporato, nel 2005, il distretto di Darayim

Il distretto di Darayim è un distretto dell'Afghanistan situato nella provincia del Badakhshan, nell'area settentrionale del Paese. Il capoluogo del distretto è Darayim, situata ad un'altitudine di 1692 metri sul livello del mare. È stato istituito nel 2005, da territori che precedentemente facevano parte del distretto di Fayzabad.

## Popolazione
Il numero degli abitanti è stato stimato in 72.000 nel 2009. Le popolazioni prevalenti sono: i tagichi (80%), gli uzbeki (15%) e gli hazara (5%). La maggioranza della popolazione è musulmana sunnita, ma sono presenti anche alcuni ismailiti. Le lingue principalmente parlate sono il dari e il tagico.

## Geografia fisica
Il distretto di Darayim occupa un'area di 570 km², e conta 101 villaggi, di cui 40 sono inseriti nel Programma di Solidarietà nazionale dell'Afghanistan, che mira a riabilitare e consentire lo sviluppo di 5000 oltre villaggi afghani. A nord confina col Distretto di Argo; a nord-est col Distretto di Khash; a sud col Distretto di Yamgan; a sud-ovest col Distretto di Tishkan; a sud-est col Distretto di Jurm.

## Istruzione
Nel distretto di Darayim vi sono 10 scuole primarie; 5 scuole secondarie (di cui 2 per maschi e 3 per femmine); 11 scuole superiori (8 per maschi e 3 per femmine). Gli studenti totali sono 15.000 (8.000 maschi e 7.000 femmine), a fronte di 300 insegnanti (270 maschi e 30 femmine).

## Agricoltura e allevamento
Nel distretto vengono coltivati principalmente grano, orzo e papavero da oppio. Vengono invece allevati ovini e caprini.